# 社桥
30°36′15.3″N 120°01′36.0″E / 30.604250°N 120.026667°E
社桥是浙江省湖州市德清縣境內的一座古橋，位於德清縣洛舍镇龙山村。桥梁為元至正十六年邑人朱寿所建。社桥于2005年3月16日与其余十二座古桥被浙江省人民政府以德清古桥群的名义公佈列為浙江省省級文物保護單位，2013年5月被國務院列為第七批全國重點文物保護單位。

## 結構
社桥為五孔石梁橋，长42米，面宽2.8米，孔高6.4米，使用武康石修筑。桥梁中孔刻有题记“……皇庆癸辛月初九日己未（1319）吉辰重建……”。